# Stade de Riazor
Le stade de Riazor est un stade de football basé à La Corogne en Galice (Espagne).

## Présentation
D'une capacité de 34 600 places, il accueille les rencontres du Deportivo La Corogne depuis son inauguration en 1944. Il est rénové pour la coupe du monde de football de 1982 dont il accueille trois matchs.